# Ahmad Sanjar

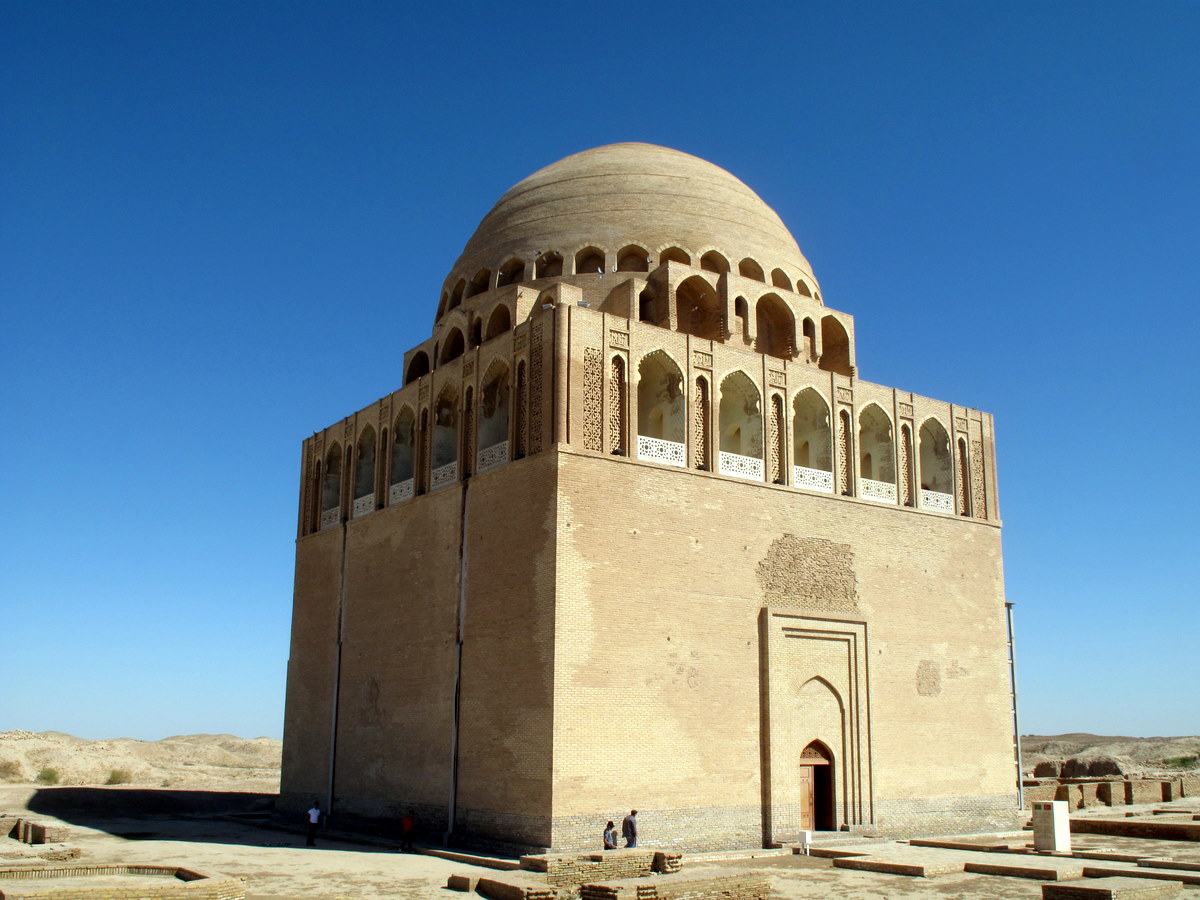
Mausoleum van Ahmad Sanjar in Merv.

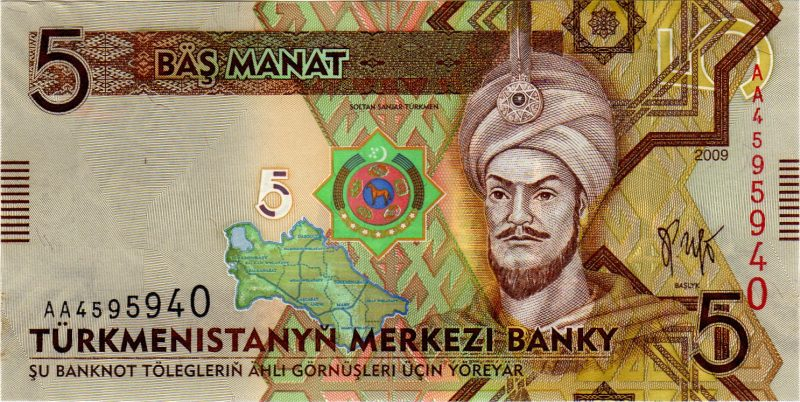
Ahmad Sanjar op een Turkmeense biljet van 5 manat.

Mu'izz ad-Din Ahmed Sanjar (1084/1086 – 8 mei 1157) was de Seltsjoekse sultan van Khorasan van 1096 tot 1153/1157. Na de dood van zijn broer Mehmed in 1118 werd hij ook de Groot-Seltsjoekse sultan. Hij was de jongste zoon van Malik Sjah I.
Na de dood van Malik Sjah in 1092 kwam het tot opvolgingstwisten tussen zijn zonen, waarbij Sanjar in 1096 in het bezit kwam van Khorasan. Zijn hoofdstad was Merv, dat rond 1130 mogelijk de grootste stad ter wereld was. Als sultan van Khorasan was Sanjar suzerein van Transoxanië, dat aan Karachanidische vazallen toebehoorde, van Khwarezm, en van de Ghaznaviden van Afghanistan.
Tijdens zijn regering voerde Sanjar een aantal militaire campagnes. In 1102 moest hij het hoofd bieden aan een invasie van de Karachaniet Qadir Khan, heerser van Kashgar, die hij bij Termedh versloeg en doodde. In 1117 bemoeide hij zich met de onderlinge twisten van de Ghaznaviden door Ghazni in te nemen, Arslan Sjah af te zetten, en Bahram Sjah in zijn plaats te installeren. In 1130 onderdrukte hij in Transoxanië een opstand van Arslan Khan van Samarkand die hij eerst verving door Hassan-tegin, vervolgens door Rokn ed-Din. In 1138 rebelleerde de heerser van Khwarezm, Atsiz. Deze werd bij Hezarasp verslagen en verjaagd, maar kreeg korte tijd later clementie. Vanaf 1137 kreeg Sanjar ook te maken met de boeddhistische Karakhitai die uit China verdreven waren en Transoxanië binnenvielen. Op 9 september 1141 leed Sanjar te Qatwan nabij Samarkand een zware nederlaag en was hij gedwongen zich in Khorasan terug te trekken. Atsiz maakte van de gelegenheid gebruik om weer in opstand te komen en slaagde er even in om de Khorasaanse kernsteden Merv en Nisjapoer in te nemen. Sanjar kreeg Atsiz pas in 1147 weer onder controle.
Kort daarna profiteerden nabij Balkh gelegerde leden van de Oghuz, dichte verwanten van de Seltsjoeken, van Sanjars verzwakte positie om in opstand te komen tegen zijn pogingen om hen in de geregelde Perzische maatschappij in te passen. Zij namen Sanjar in 1153 gevangen en plunderden de grootste steden van Khorasan. In 1156 kon hij zich bevrijden, maar hij overleed een jaar later. Zijn dood betekende het einde van het Groot-Seltsjoekse sultanaat - hoewel de titel nog tot 1194 bleef bestaan - en het einde van de Seltsjoekse heerschappij over Oost-Iran. De takken in West-Iran en Irak, afstammelingen van zijn broers, zouden het nog enkele decennia uithouden.
Sanjar was een voorbeeld van een geiraniseerde Turk die de Perzische beschaving onafgebroken verdedigde tegen zijn nog nomadische Turkse verwanten. In Iran geniet hij nog steeds een zekere populariteit.